# کامیلا سودی
کامیلا یاا گونزالس سودی (تلفظ اسپانیایی: [kaˈmila ˈia ɣonˈsales ˈsoði] ; متولد ۱۴ مه ۱۹۸۶) خواننده، بازیگر و مدل مکزیکی است. او خواهرزاده خواننده و بازیگر آمریکایی تالیا و یکی از اعضای خانواده سودی است. کامیلا ایا گونزالس سودی در مکزیکو سیتی، مکزیک، از ارنستینا سودی میراندا و فرناندو گونزالس پارا به دنیا آمد. او از طریق پدرش دو خواهر ناتنی کوچکتر با نامهای نایان گونزالس نورویند و تسا ایا دارد که هر دو بازیگر هستند.
سودی از سال ۲۰۰۸ تا ۲۰۱۳ با دیگو لونا ازدواج کرد. آنها دو فرزند دارند: جرونیمو (متولد ۹ اوت ۲۰۰۸) و فیونا (متولد ۱ ژوئیه ۲۰۱۰) که به نام مادر لونا نامگذاری شده‌است.

## فیلم‌شناسی

### نقش‌های سینمایی
| سال  | عنوان                           | نقش‌ها        | یادداشت    |
| ---- | ------------------------------- | ------------ | ---------- |
| ۲۰۰۷ | ال بوفالو د لا نوچه             | ربکا         |            |
| ۲۰۰۷ | نیناس مال                       | پیا          |            |
| ۲۰۰۷ | کمبود                           | الیزا        |            |
| ۲۰۰۸ | Arráncame la vida               | لیلیا آسنسیو |            |
| ۲۰۱۴ | ال دسپرتار                      | زن           | فیلم کوتاه |
| ۲۰۱۴ | Amor de mis amores              | آندریا       |            |
| ۲۰۱۵ | El placer es mio                | کامیلا       |            |
| ۲۰۱۶ | رفقا                            | امیلیا       |            |
| ۲۰۱۷ | چگونه با کیسه دوشی خود جدا شویم | ناتالیا      |            |
| ۲۰۱۷ | El ángel en el reloj            | مارتینا      |            |
| ۲۰۱۷ | Camino a Marte                  | ویولتا       |            |
| ۲۰۱۸ | اینجا می‌آید Grump               | پرنسس سحر    | نقش صدا    |
| ۲۰۲۰ | جن‌گیری کارمن فاریاس             | کارمن        |            |

### نقش‌های تلویزیونی
| سال       | عنوان             | نقش‌ها                                       | یادداشت                                      |
| --------- | ----------------- | ------------------------------------------- | -------------------------------------------- |
| ۲۰۰۴–۲۰۰۵ | Inocente de ti    | فلور د ماریا "فلورسیتاً گونزالس              | نقش اصلی؛ ۱۳۰ قسمت                           |
| ۲۰۱۵      | سنیوریتا پولورا   | والنتینا کاردناس                            | نقش اصلی؛ ۷۰ قسمت                            |
| ۲۰۱۵–۲۰۱۶ | que no me dejas   | پائولینا مورات / والنتینا اولمدو            | نقش اصلی؛ ۱۴۰ قسمت                           |
| ۲۰۱۶      | ساخت هالیوود      | خودش                                        | اپیزود: "الویس و نیکسون / مددلر / کامپادرها" |
| ۲۰۱۶      | بدون تاریخ        | سابق                                        | قسمت: "Ex"                                   |
| ۲۰۱۸–۲۰۲۱ | لوئیس میگل: سریال | اریکا                                       | بازیگران اصلی (فصل ۱–۲)؛ ۱۲ قسمت             |
| ۲۰۱۸      | منطقه وحشی        | ژیزل                                        | نقش اصلی (فصل ۱)؛ ۱۰ قسمت                    |
| ۲۰۱۸–۲۰۲۱ | Falsa identidad   | ایزابل فرناندز / کامیلا دو گوارا / لیزا دان | نقش اصلی (فصل ۱–۲)؛ ۱۰۹ قسمت                 |
| ۲۰۲۰      | روبی              | روبی پرز اوچوا                              | نقش اصلی؛ ۲۶ قسمت                            |

## آلبوم
- الا و ال موئرتو (۲۰۱۳)